# Royaume des cieux (Évangile selon Matthieu)
 (juin 2025).
La mise en forme du texte ne suit pas les recommandations de Wikipédia : il faut le « wikifier ».
Les points d'amélioration suivants sont les cas les plus fréquents. Le détail des points à revoir est peut-être précisé sur la page de discussion.
- Les titres sont pré-formatés par le logiciel. Ils ne sont ni en capitales, ni en gras.
- Le texte ne doit pas être écrit en capitales (les noms de famille non plus), ni en gras, ni en italique, ni en « petit »…
- Le gras n'est utilisé que pour surligner le titre de l'article dans l'introduction, une seule fois.
- L'italique est rarement utilisé : mots en langue étrangère, titres d'œuvres, noms de bateaux, etc.
- Les citations ne sont pas en italique mais en corps de texte normal. Elles sont entourées par des guillemets français : « et ».
- Les listes à puces sont à éviter, des paragraphes rédigés étant largement préférés. Les tableaux sont à réserver à la présentation de données structurées (résultats, etc.).
- Les appels de note de bas de page (petits chiffres en exposant, introduits par l'outil «  Source ») sont à placer entre la fin de phrase et le point final[comme ça].
- Les liens internes (vers d'autres articles de Wikipédia) sont à choisir avec parcimonie. Créez des liens vers des articles approfondissant le sujet. Les termes génériques sans rapport avec le sujet sont à éviter, ainsi que les répétitions de liens vers un même terme.
- Les liens externes sont à placer uniquement dans une section « Liens externes », à la fin de l'article. Ces liens sont à choisir avec parcimonie suivant les règles définies. Si un lien sert de source à l'article, son insertion dans le texte est à faire par les notes de bas de page.
- La présentation des références doit suivre les conventions bibliographiques. Il est recommandé d'utiliser les modèles {{Ouvrage}}, {{Chapitre}}, {{Article}}, {{Lien web}} et/ou {{Bibliographie}}. Le mode d'édition visuel peut mettre en forme automatiquement les références.
- Insérer une infobox (cadre d'informations à droite) n'est pas obligatoire pour parachever la mise en page.

Pour une aide détaillée, merci de consulter Aide:Wikification.
Si vous pensez que ces points ont été résolus, vous pouvez retirer ce bandeau et améliorer la mise en forme d'un autre article.
 (juin 2025).
Motif : Traduction automatique d'un TI sur :en qui doublonne avec la page Royaume de Dieu... et aussi avec la page Paradis.
- Archive Wikiwix
- Bing
- Cairn
- DuckDuckGo
- E. Universalis
- Gallica
- Google
- G. Books
- G. News
- G. Scholar
- Persée
- Qwant
- (zh) Baidu
- (ru) Yandex
- (wd) trouver des œuvres sur Wikidata

| 1. | Préciser le motif de la pose du bandeau. | Précisez le motif de la pose du bandeau en utilisant la syntaxe suivante : {{admissibilité à vérifier\|date=juin 2025\|motif=remplacez ce texte par le motif}}                                                   |
| 2. | Informer les utilisateurs concernés.     | Pensez à avertir le créateur de l'article, par exemple, en insérant le code ci-dessous sur sa page de discussion : {{subst:avertissement admissibilité à vérifier\|Royaume des cieux (Évangile selon Matthieu)}} |

Royaume des cieux (Grec : Βασιλεία τῶν οὐρανῶν) est une phrase employée dans l'Évangile selon Matthieu. Elle est généralement perçue comme un équivalent à la phrase "royaume de Dieu" (Grec : βασιλεία τοῦ θεοῦ) dans l'Évangile selon Marc et l'Évangile selon Luc. Pensé comme étant le contenu principal du sermon de Jésus dans l'Évangile selon Matthieu, le "royaume des cieux" est décrit comme "un processus, une série d'événements, par lequel Dieu commence à gouverner ou agir comme roi ou Seigneur, une action, par conséquent, par lequel Dieu manifeste son être-Dieu dans le monde des hommes."

## Comparé au "royaume de Dieu"
Howard Clarke remarque que Matthieu 3:2 est la première référence au "royaume des cieux" dans l'Évangile selon Matthieu. Les évangiles selon Marc, Luc, et Jean n'emploient jamais cette expression, préférant plutôt dans les textes parallèles le terme "royaume de Dieu". L'usage de Matthieu du mot "cieux" est parfois perçu comme un reflet aux sensibilités de l'audience Juive à laquelle cet évangile est adressé, et ainsi essayé d'éliminer le mot "Dieu". La plupart des intellectuels ont l'impression que les deux phrases sont théologiquement identiques. Des trente-deux usages de Matthieu de cette expression, douze apparaissent en matériel qui est parallèle à Marc et/ou Luc, qui abordent les mêmes sujets mais réfèrent toujours au "royaume de Dieu".
Robert Foster rejette cette opinion. Il trouve l'explication standard difficile à croire comme Matthieu emploie le mot "Dieu" de nombreuses fois et emploie même la phrase "royaume de Dieu" quatre fois. Foster déclare que, selon Matthieu, les deux concepts sont différents. Selon Foster, le mot "cieux" avait un rôle important dans la théologie de Matthieu et lie spécialement la phrase au "Père dans les cieux", laquelle Matthieu emploie régulièrement afin de mentionner Dieu. Foster soutient que le "royaume de Dieu" représente le domaine terrestre que les opposants de Jésus tels les Pharisiens pensaient qu'ils y résident, tandis que le "royaume des cieux" représente l'authentique domaine spirituel de Jésus et ses disciples.
Certains corps théologiques, tels les Témoins de Jéhovah, croient que seule une minorité de personnes sélectionnées, les 144 000 mentionnées dans la Révélation, seront permises d'entrer dans le Royaume des Cieux, tandis que tous les autres hommes justes vivront sur la nouvelle terre, laquelle sera gouvernée par Dieu aussi. De ce fait le Royaume des Cieux ferait partie du Royaume de Dieu, mais ne constitue pas son entièreté.

## Fin des temps
Lorsque la phrase fût employée pour la première fois, elle avait clairement l'intention d'être eschatologique avec le royaume des cieux faisant référence à la fin des temps. Cependant, lorsque le jugement dernier échoua à apparaître au sein de l'ère de l'église primitive, les intellectuels Chrétiens en sont venus à comprendre le terme en référence à l'état spirituel en son sein (se référer à Luc 17:21), ou une fin des temps retardée (se référer à Matthieu 24:36). Il y a une difficulté pour ceux qui croient en une fin des temps retardée, depuis la phrase "le royaume de Dieu" est liée à d'autres phrases comme "est proche", impliquant un événement imminent. À ce défi, Albright et Mann proposent une meilleure traduction qui dirait que le royaume "approche à grands pas." Richard France voit cela comme suggérant encore plus immédiatement que la phrase devrait être lue comme mentionnant "un état d'affaires qui commence déjà et exige une action immédiate".
Dans le Nouveau Testament le trône de Dieu est présenté sous de nombreuses formes : les Cieux comme le trône de Dieu, le trône de David, le trône de Gloire, le trône de Grâce et bien plus encore. Le Nouveau Testament poursuit l'identification Juive des cieux eux-mêmes et ayant un deuxième siège subordonné à la Droite de Dieu lors de la Séance du Christ.

## Voir également
- Fils de l'Homme